# Deutsche Fußball-Amateurmeisterschaft 1973
Deutscher Fußball-Amateurmeister 1973 wurde die SpVgg Bad Homburg. Im Finale siegte sie am 30. Juni 1973 in Offenbach am Main mit 1:0 gegen die Amateure vom 1. FC Kaiserslautern.

## Teilnehmende Mannschaften
An der deutschen Amateurmeisterschaft nahmen mit dem BBC Südost und der SpVg Frechen 20 zwei Meister aus der Saison 1972/73 teil. Weiterhin qualifiziert waren zehn Vizemeister, die Dritten aus Schleswig-Holstein, Hamburg und Südwest sowie der Vierte aus Niedersachsen.
| Mannschaften | Mannschaften                  | Ligen Saison 1972/73                                      |
|              | Büdelsdorfer TSV              | Landesliga Schleswig-Holstein                             |
|              | ASV Bergedorf 85              | Landesliga Hamburg                                        |
|              | Polizei SV Bremen             | Amateurliga Bremen                                        |
|              | Eintracht Nordhorn            | Landesliga Niedersachsen                                  |
|              | BBC Südost                    | Amateurliga Berlin                                        |
|              | SC Hassel                     | Verbandsliga Westfalen Staffel 1                          |
|              | SpVg Frechen 20               | Verbandsliga Mittelrhein                                  |
|              | VfB 06/08 Remscheid           | Verbandsliga Niederrhein                                  |
|              | SpVgg Bad Homburg             | Amateurliga Hessen                                        |
|              | SC 09 Oberlahnstein           | Amateurliga Rheinland                                     |
|              | 1. FC Kaiserslautern Amateure | Amateurliga Südwest                                       |
|              | SV Ludweiler-Warndt           | Amateurliga Saarland                                      |
|              | Karlsruher FV                 | 1. Amateurliga Baden                                      |
|              | FC Emmendingen                | 1. Amateurliga Südbaden                                   |
|              | VfR Aalen                     | 1. Amateurliga Württemberg 1. Amateurliga Nordwürttemberg |
|              | ESV Ingolstadt-Ringsee        | 1. Amateurliga Bayern                                     |

## 1. Runde
|                               | Gesamt          |                     | Hinspiel | Rückspiel |
| ----------------------------- | --------------- | ------------------- | -------- | --------- |
| ASV Bergedorf 85              | 3:2             | Polizei SV Bremen   | 2:1      | 1:1       |
| BBC Südost                    | 2:5             | Büdelsdorfer TSV    | 1:4      | 1:1       |
| FC Emmendingen                | 2:4             | SC 09 Oberlahnstein | 1:1      | 1:3       |
| 1. FC Kaiserslautern Amateure | 7:5             | SV Ludweiler-Warndt | 6:2      | 1:3       |
| SpVg Frechen 20               | 7:3             | Eintracht Nordhorn  | 5:1      | 2:2       |
| Karlsruher FV                 | 1:5             | SpVgg Bad Homburg   | 1:1      | 0:4       |
| SC Hassel                     | 5:7             | ESV Ingolstadt      | 4:3      | 1:4 n. V. |
| VfB 06/08 Remscheid           | 6:6 (3:5 i. E.) | VfR Aalen           | 4:2      | 2:4 n. V. |

## 2. Runde
|                     | Gesamt |                               | Hinspiel | Rückspiel |
| ------------------- | ------ | ----------------------------- | -------- | --------- |
| SpVg Frechen 20     | 2:3    | Büdelsdorfer TSV              | 1:1      | 1:2       |
| SpVgg Bad Homburg   | 5:1    | ASV Bergedorf 85              | 2:0      | 3:1       |
| SC 09 Oberlahnstein | 4:8    | 1. FC Kaiserslautern Amateure | 2:3      | 2:5       |
| VfR Aalen           | 4:6    | ESV Ingolstadt                | 1:2      | 3:4 n. V. |

## Halbfinale
|                   | Gesamt |                               | Hinspiel | Rückspiel |
| ----------------- | ------ | ----------------------------- | -------- | --------- |
| SpVgg Bad Homburg | 3:2    | ESV Ingolstadt                | 1:1      | 2:1       |
| Büdelsdorfer TSV  | 2:9    | 1. FC Kaiserslautern Amateure | 1:2      | 1:7       |

## Finale
| SpVgg Bad Homburg                                                      | SpVgg Bad Homburg | 1. FC Kaiserslautern Amateure | 1. FC Kaiserslautern Amateure |
| ---------------------------------------------------------------------- | --- | --- | ----------------------------- |
| SpVgg Bad Homburg                                                      | \| Samstag, 30. Juni 1973 in Offenbach am Main (Stadion am Bieberer Berg) \| \| Ergebnis: 1:0 (0:0) \| \| Zuschauer: 7.000 \| \| Schiedsrichter: Walter Eschweiler (Bonn) \|                                                         | \| Samstag, 30. Juni 1973 in Offenbach am Main (Stadion am Bieberer Berg) \| \| Ergebnis: 1:0 (0:0) \| \| Zuschauer: 7.000 \| \| Schiedsrichter: Walter Eschweiler (Bonn) \|                                                                       | 1. FC Kaiserslautern Amateure |
| SpVgg Bad Homburg                                                      | Karl Loweg – Norbert Schülein, Anton Ceh – Wolfgang Solz, Dieter Gebert, Roland Weida – Manfred Diehl, Horst Schmittner, Hans Hild (46. Norbert Sauer), Helmuth Reidel (84. Walter Drefahl), Michael Kuhn Cheftrainer: Wolfgang Solz | Werner Michelbach – Heinz Toppmöller – Lothar Huber – Heinz Wilhelmi – Hans Franz – Peter Schwarz – Hubert Neu (78. Hauck) – Werner Brehm – Siegfried Michelbach (63. Heinz-Rudolf Weiler) – Jochen-Bernd Müller – Mayer Cheftrainer: Otmar Calder | 1. FC Kaiserslautern Amateure |
| SpVgg Bad Homburg                                                      | 1:0 Helmuth Reidel (77.) | | 1. FC Kaiserslautern Amateure |
| Samstag, 30. Juni 1973 in Offenbach am Main (Stadion am Bieberer Berg) | | |                               |
| Ergebnis: 1:0 (0:0)                                                    | | |                               |
| Zuschauer: 7.000                                                       | | |                               |
| Schiedsrichter: Walter Eschweiler (Bonn)                               | | |                               |